# Rok Tičar
Rok Tičar (* 3. Mai 1989 in Jesenice, SR Slowenien) ist ein slowenischer Eishockeyspieler, der seit 2025 beim HC Pustertal in der ICE Hockey League unter Vertrag steht.

## Karriere
Rok Tičar begann seine Karriere in den Nachwuchsmannschaften des slowenischen Clubs HK Jesenice und entwickelte sich dort zu einem der vielversprechendsten Talente seines Landes, ehe er im Jahr 2007 den Weg ins Ausland suchte. Beim schwedischen Timrå IK lief er in der Nachwuchsmannschaft auf und stand auch für fünf Spiele bei der Kampfmannschaft in der Elitserien auf dem Eis, wo er einen Assist verbuchen konnte. 2009 holte ihn sein Heimatclub zurück nach Slowenien. Nach einer guten Spielzeit 2009/10 in der Österreichischen Eishockey-Liga wurden mit Robert Sabolič und Žiga Jeglič die idealen Sturmpartner gefunden. Die vergleichsweise junge Formation (keiner der Spieler war zu Saisonbeginn älter als 22 Jahre) erwies sich während der Saison 2010/11 als wichtigste Stütze des Clubs, Tičar belegte in der Scorerwertung des Grunddurchgangs den dritten Rang und wurde im Dezember 2010 zum EBEL-YoungStar des Monats gewählt. Parallel zum Spielbetrieb in Österreich, spielte der Nationalspieler mit seiner Mannschaft in der Slowenischen Eishockeyliga und wurde 2010 und 2011 jeweils Slowenischer Meister mit Jesenice. Im Mai 2011 wurde der Stürmer von den Krefeld Pinguine aus der Deutschen Eishockey Liga verpflichtet. Nach seiner ersten Spielzeit in der DEL, in der er 20 Scorerpunkte erzielte, wechselte der Linksschütze ligaintern zu den Kölner Haien, bei denen er zwei Jahre spielte. In diesen beiden Spielzeiten erreichte er mit den Kölner jeweils das Play-off-Finale und war in der Spielzeit 2013/14 mit 23 Assists bester Vorbereiter der Haie in der Vorrunde.
Von 2014 bis 2016 stand Rok Tičar beim HC Slovan Bratislava in der Kontinentalen Hockey-Liga unter Vertrag. Anschließend wechselte er zum Ligakonkurrenten Awtomobilist Jekaterinburg.
Ab September 2017 stand er bei Torpedo Nischni Nowgorod unter Vertrag, ehe er im November des gleichen Jahres entlassen wurde und sich im Dezember dem HK Sibir Nowosibirsk anschloss. Eine weitere Station in der KHL folgte im Sommer 2018 mit Kunlun Red Star aus Peking. Am 31. Dezember 2018 unterzeichnete Tičar einen bis zum Saisonende 2018/19 gültigen Vertrag bei den Kölner Haien, wo er bereits von 2012 bis 2014 gespielt hatte. Nachdem er die Spielzeit 2019/20 beim IK Oskarshamn in der Svenska Hockeyligan begonnen hatte, wechselte er im Januar 2020 zum Klagenfurter AC in die Österreichische Eishockey-Liga, wo er bis 2023 spielte. Mit den Kärntnern wurde er 2021 Österreichischer Meister. Nachdem er die Saison 2023/24 bei den Vienna Capitals verbracht hatte, schloss er sich im Sommer 2024 den Graz 99ers an. Zur Saison 2025/26 wurde er per Einjahresvertrag vom HC Pustertal unter Vertrag genommen.

### International
Für Slowenien nahm Tičar im Juniorenbereich an den U18-Junioren-Weltmeisterschaften der Division I 2006 und 2007 sowie den U20-Junioren-Weltmeisterschaften der Division I 2008 und 2009 teil.
Im Seniorenbereich stand er im Aufgebot seines Landes bei den Weltmeisterschaften der Division I 2009, 2010, als er nicht nur bester Torschütze, sondern nach seinem Landsmann Žiga Jeglič auch zweitbester Scorer des Turniers war, 2012, 2016, 2018, 2022 und 2024, als er als Torschützenkönig auch zum besten Stürmer des Turniers sowie zum besten Spieler seiner Mannschaft gewählt wurde. 2011, 2013, 2015, 2017 und 2023 spielte er für Slowenien in der Top-Division. Zudem vertrat er seine Farben bei der Qualifikation für die Olympischen Winterspiele 2014 und den Spielen in Sotschi, bei denen die Slowenen überraschend den siebten Rang belegten, selbst. Auch bei der Olympiaqualifikation für die Winterspiele 2018 und den Spielen in Pyeongchang, bei denen er mit seiner Mannschaft Neunter wurde, nahm er mit den Slowenen teil. Beim Qualifikationsturnier für die Winterspiele 2022 stand er ebenfalls im slowenischen Kader. Diesmal gelang die Qualifikation jedoch nicht.

## Erfolge und Auszeichnungen
- 2010 Slowenischer Meister mit dem HK Jesenice
- 2010 EBEL-YoungStar des Monats Dezember
- 2011 Slowenischer Meister mit dem HK Jesenice
- 2021 Österreichischer Meister mit dem EC KAC

### International
| - 2010 Aufstieg in die Top-Division bei der Weltmeisterschaft der Division I, Gruppe B - 2010 Bester Torschütze der Weltmeisterschaft der Division I, Gruppe B - 2012 Aufstieg in die Top-Division bei der Weltmeisterschaft der Division I, Gruppe A - 2012 All-Star-Team der Weltmeisterschaft der Division I, Gruppe A - 2016 Aufstieg in die Top-Division bei der Weltmeisterschaft der Division I, Gruppe A | - 2022 Aufstieg in die Top-Division bei der Weltmeisterschaft der Division I, Gruppe A - 2024 Aufstieg in die Top-Division bei der Weltmeisterschaft der Division I, Gruppe A - 2024 Bester Torschütze der Weltmeisterschaft der Division I, Gruppe A (gemeinsam mit Shin Sang-hoon) - 2024 Bester Stürmer der Weltmeisterschaft der Division I, Gruppe A |

## Karrierestatistik

### International
(Legende zur Spielerstatistik: Sp oder GP = absolvierte Spiele; T oder G = erzielte Tore; V oder A = erzielte Assists; Pkt oder Pts = erzielte Scorerpunkte; SM oder PIM = erhaltene Strafminuten; +/− = Plus/Minus-Bilanz; PP = erzielte Überzahltore; SH = erzielte Unterzahltore; GW = erzielte Siegtore; 1 Play-downs/Relegation; Kursiv: Statistik nicht vollständig)